# Ryoji Kawamoto
Ryoji Kawamoto (川本 良二 Kawamoto Ryoji?, nacido el 25 de septiembre de 1982 en Aichi) es un exfutbolista japonés. Jugaba de guardameta y su último club fue el Zweigen Kanazawa de Japón.

## Trayectoria

### Clubes
| Club             | País  | Año         |
| ---------------- | ----- | ----------- |
| Oita Trinita     | Japón | 2001 - 2003 |
| Ehime FC         | Japón | 2004 - 2006 |
| Sagawa Printing  | Japón | 2007 - 2011 |
| Zweigen Kanazawa | Japón | 2012        |

## Palmarés

### Títulos nacionales
| Título    | Club         | País  | Año  |
| --------- | ------------ | ----- | ---- |
| J2 League | Oita Trinita | Japón | 2002 |